# Ягафаров, Аллабирде Нурмухаметович
Ягафаров Аллабирде Нурмухаметович (баш. Йәғәфаров Аллабирҙе Нурмөхәммәт улы, 1886—1922) — один из лидеров Башкирского национального движения, член Башкирского Правительства, комиссар народного просвещения Автономной Башкирской Советской Республики.

## Биография
Ягафаров Аллабирде Нурмухаметович родился в 1886 году в деревне Беляу (Блявтамак) Усерганской волости Орского уезда Оренбургской губернии (ныне часть г. Медногорск в Оренбургской области).
Являлся делегатом I Всероссийского мусульманского съезда. Стал одним из организаторов Башкирского областного бюро и I Всебашкирского курултая (съезда).
После II и III Всебашкирских курултаев Ягафаров был включен в состав правительства и предпарламента Башкурдистана — Кесе Курултай. В составе Башкирского правительства являлся Управляющим внутренних дел республики.
29 января 1919 года на всеобщем совещании с участием членов правительства, предпарламента и членов Башкирского национального совета правительство было реорганизовано в Башревком, в состав которого был введен Ягафаров.
После выхода майского декрета 1920 года ВЦИК и РСФСР, который ограничивал права Автономной Башкирской Советской Республики и нарушал статьи Соглашения, члены Башкирского Правительства подали в коллективную отставку, решив оставить в Стерлитамаке (в тогдашней столице республики) только Ягафарова для связи. Вот как он оценивал майский декрет:
«Положение о БСФ от 22 мая 1920 года, произвело на наших работников убийственное впечатление. Мы создали автономную республику, теперь Центр её ликвидирует. Нам стало ясно, что мы работаем в пустом пространстве».
После этого, Аллабирде Ягафаров уходит из политики и переходит к работе в аппарат Наркомпроса и решил там заняться изучением истории Башкортостана и башкирской словесности. В 1921 году Ягафаров был приглашен для работы в Башцентрсоюз, где управлял отделом общественного мнения при организации «АРА».
Аллабирде Ягафаров был командирован в 1922 году в Усерганский кантон для ревизии дел кантотделения, но по дороге в Самару заболел сыпняком (сыпным тифом) и умер 25 февраля 1922 году.